# Mănăstirea Predeal
Mănăstirea Predeal este o mănăstire, de maici ortodoxă din România situată în orașul Predeal ce poartă hramul Sfântul Mare Ierarh Nicolae ce se prăznuiește în fiecare an la data de 6 decembrie. Mânăstirea este datată încă din anul 1744 și în ciuda vechimii sale nu este la fel de cunoscută precum celelalte mânăstiri de pe Valea Prahovei Caraiman, Sinaia, Cornu sau Schitul Sfânta Ana.

## Galerie foto

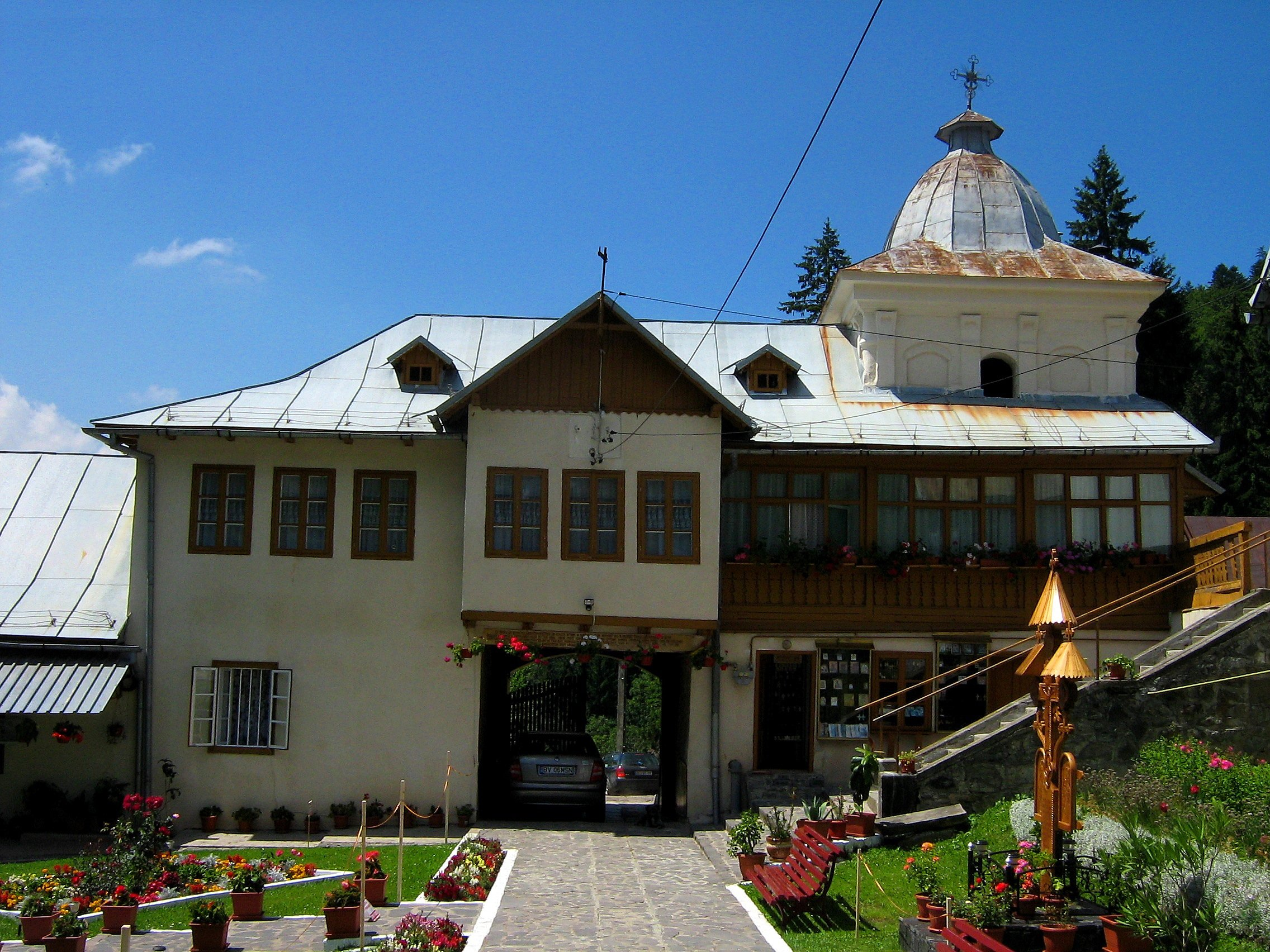
Corpul de chilii și turnul-clopotniță
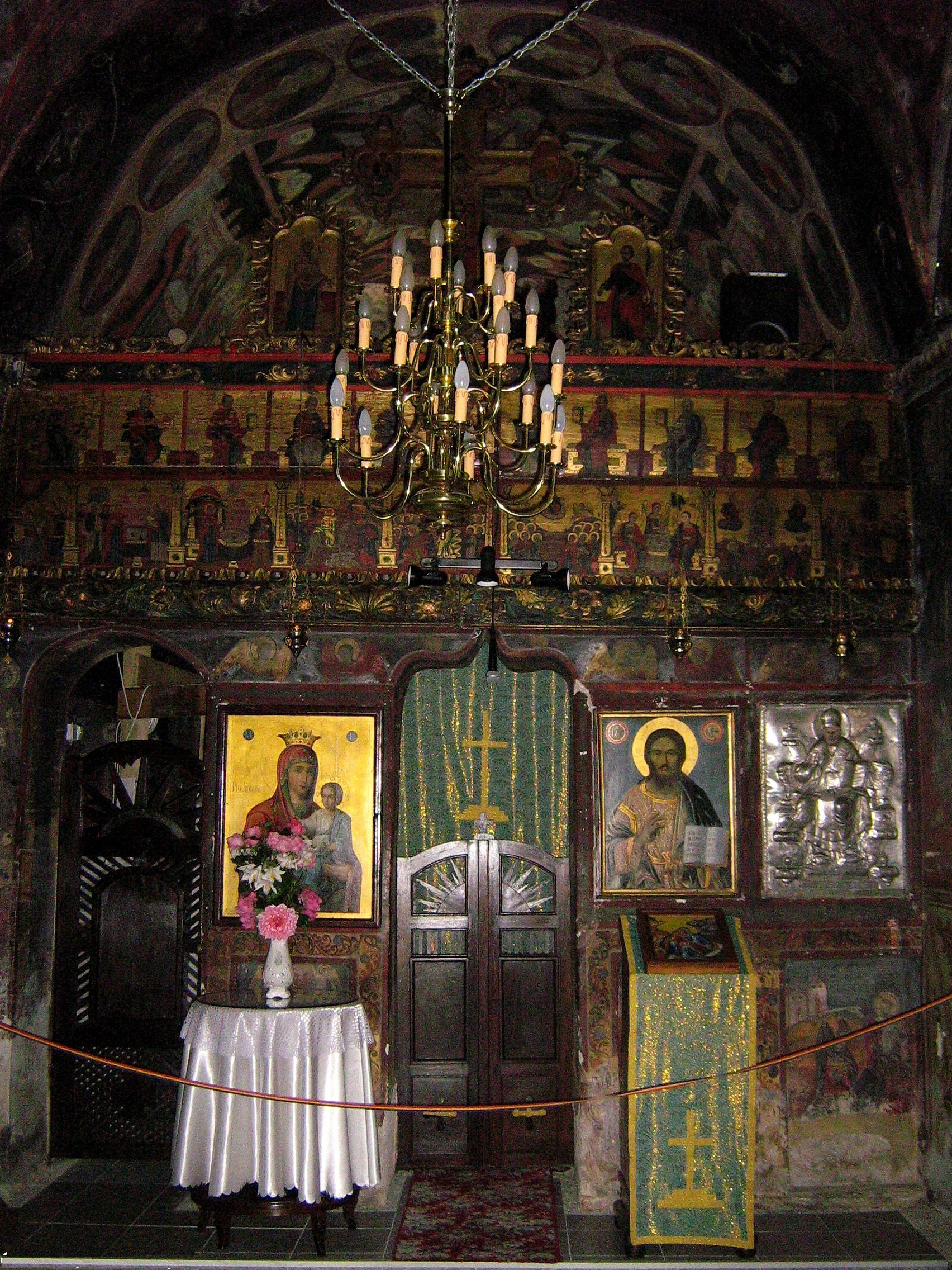
Biserica Sf. Nicolae
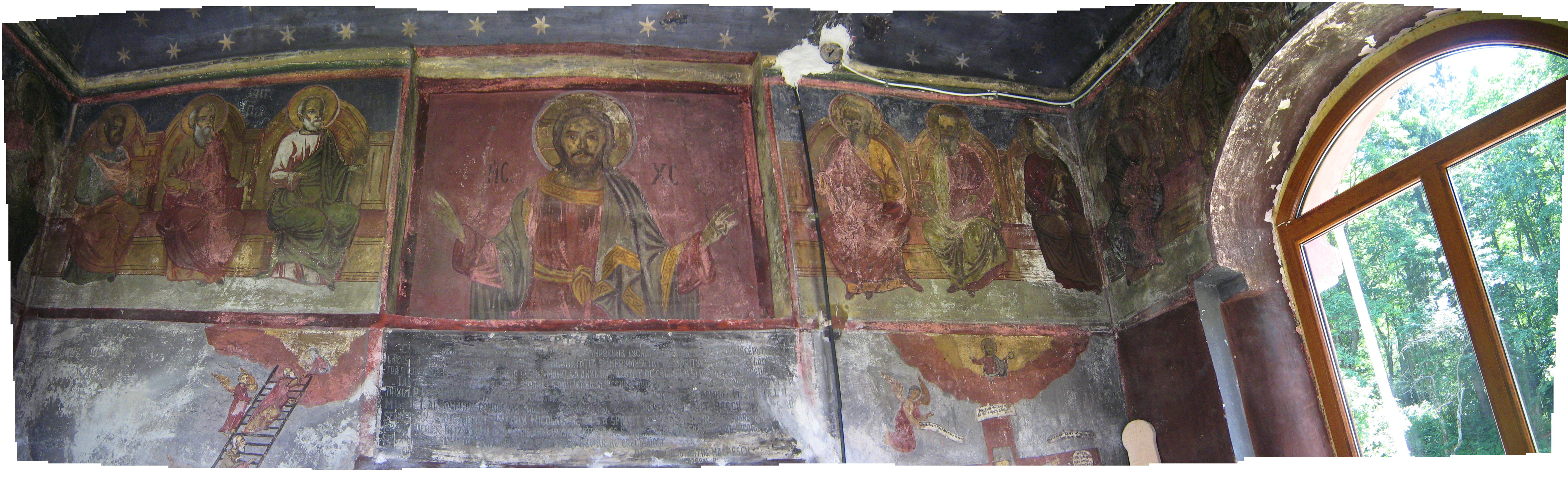
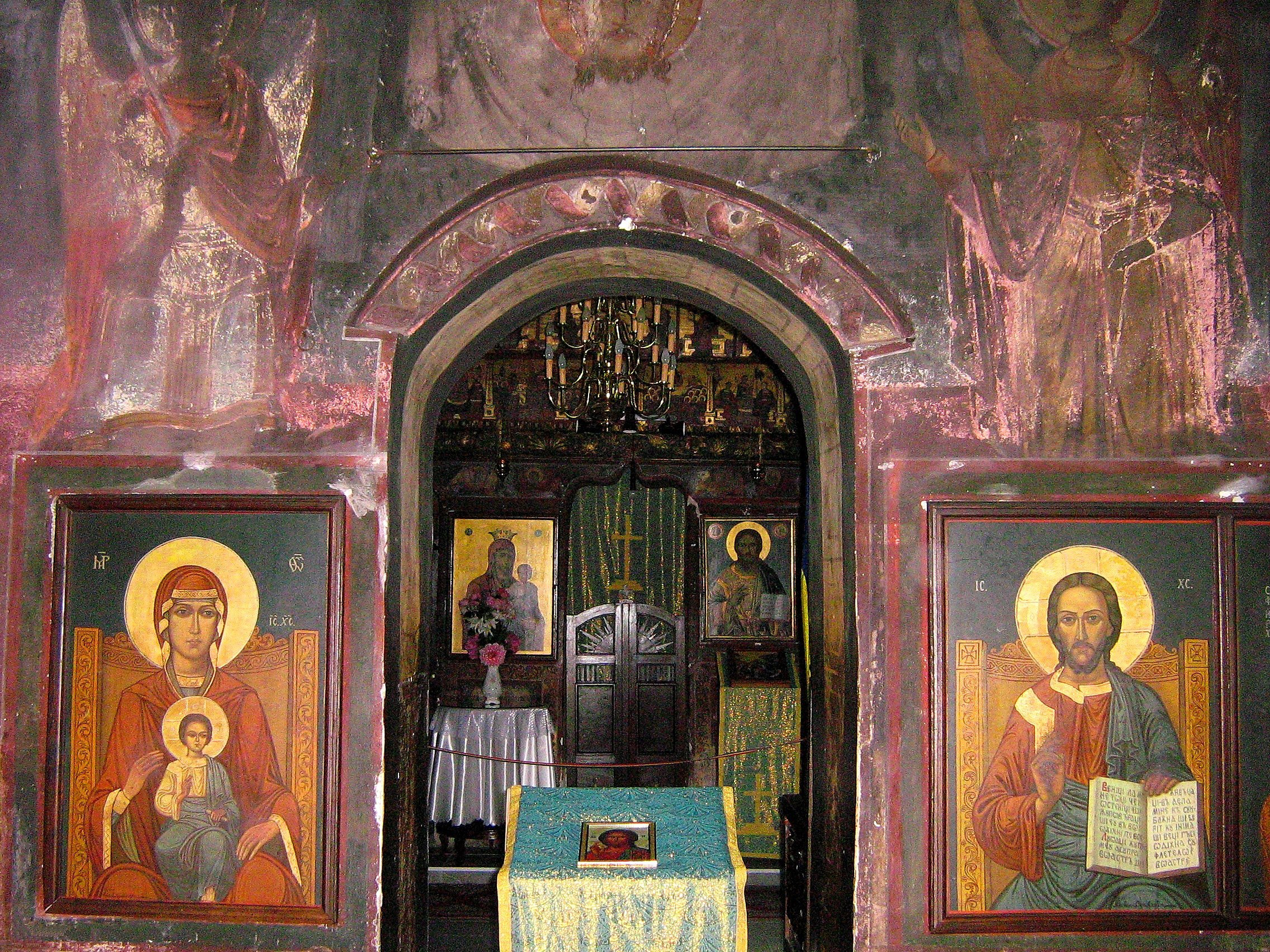
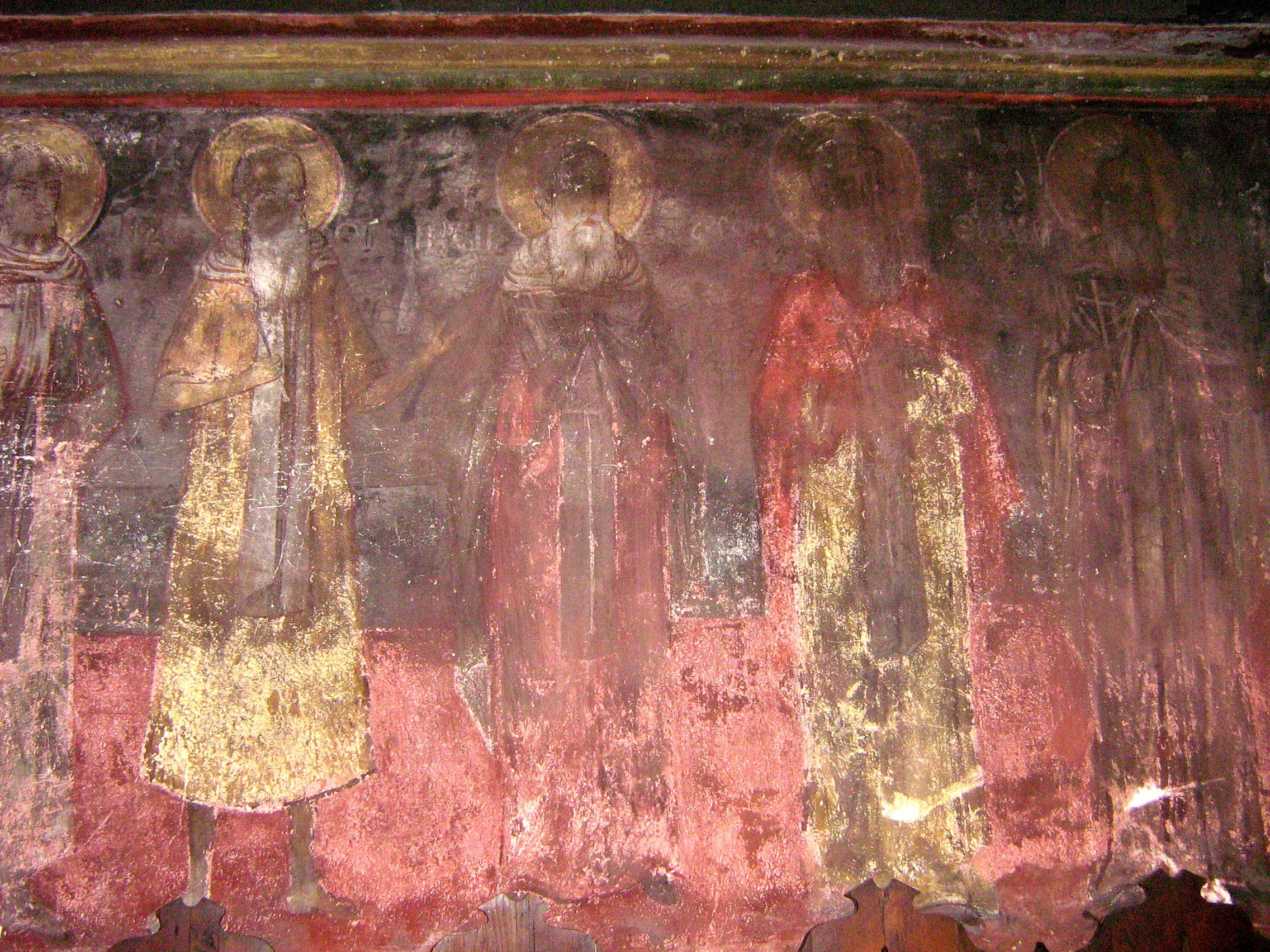
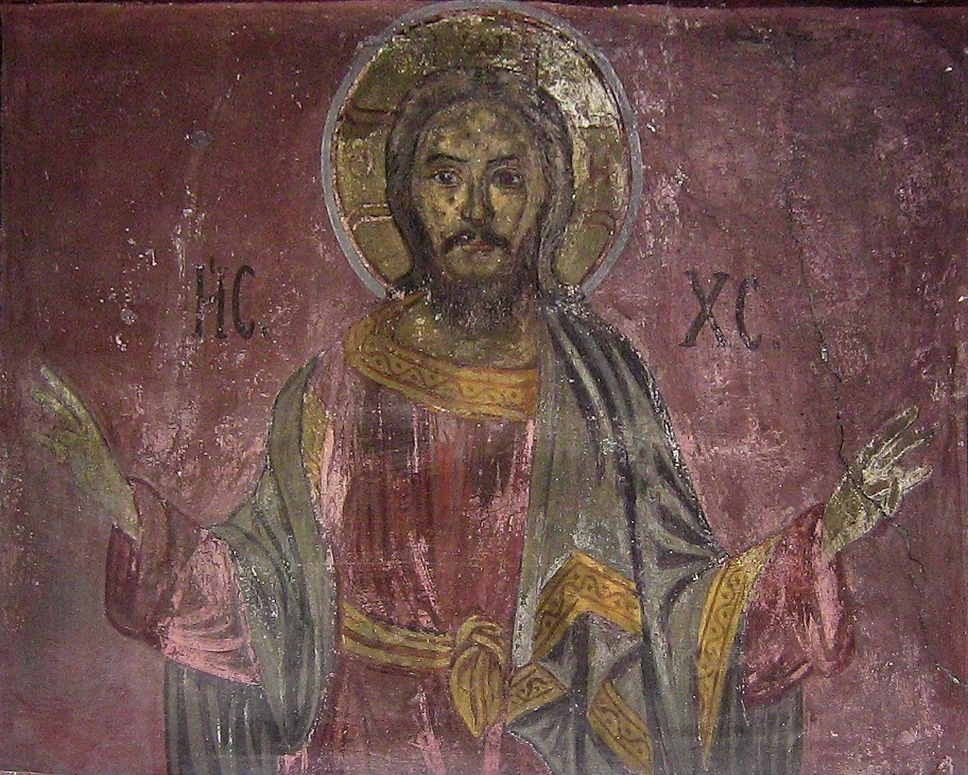
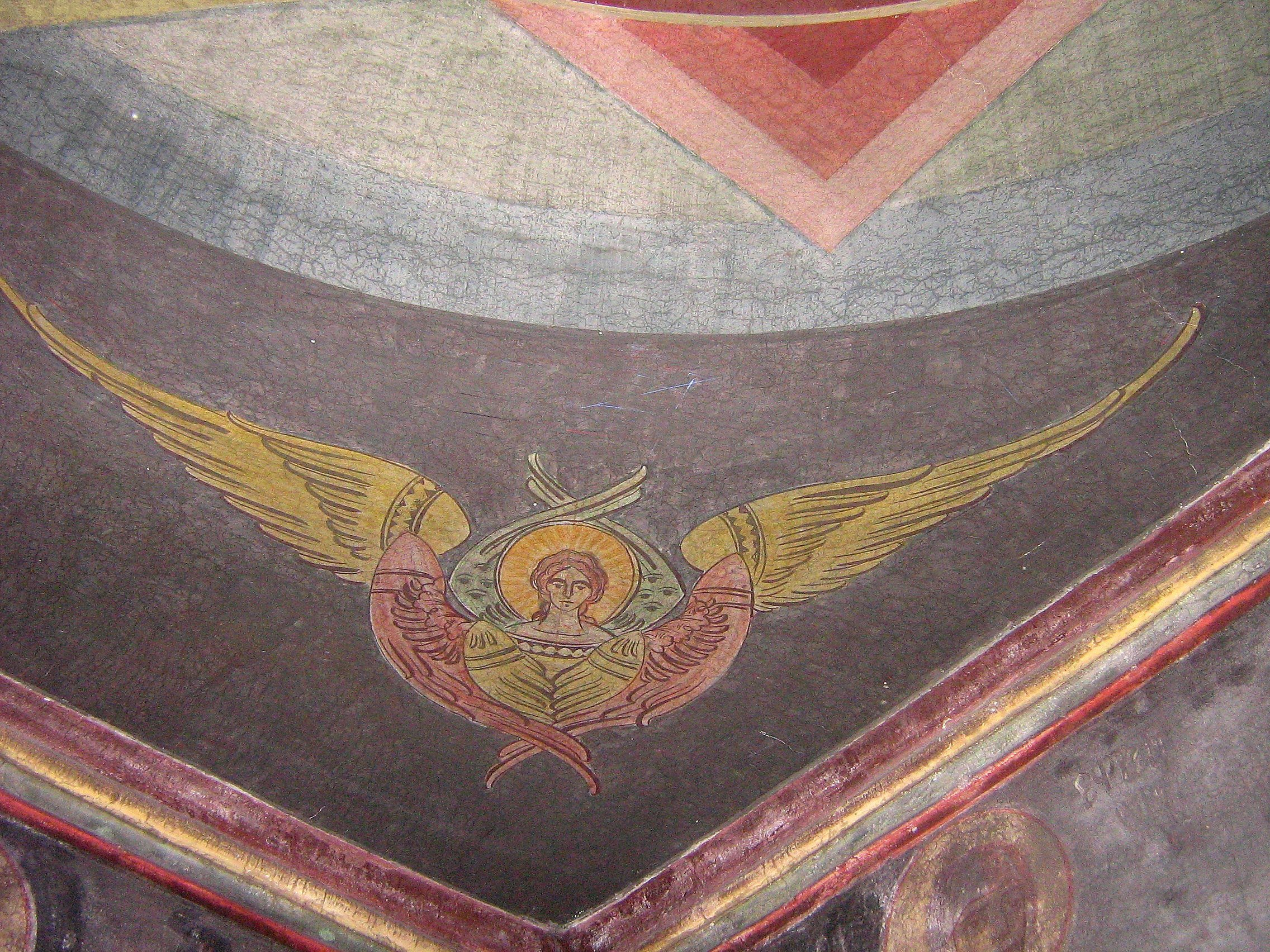